# ابراهیم احدی
ابراهیم احدی وزیر دادگستری در دولت محمدعلی رجایی بود که به علت محدود بودن اختیاراتش، پس از ۵۹ روز از وزارت استعفا داد.
وی مدتی نیز به عنوان عضو شورای مرکزی جبهه ملی ایران فعالیت داشت.

## پیشینهٔ سیاسی
او خواهرزادهٔ جعفر شجونی است، اما خود را رشدیافتهٔ مکتب سید محمود طالقانی و خط ملی-مذهبی می‌داند.